# Timour Magomedgadjiev
Timour Magomedgadjiev (russe : Тимур Магомедгаджиев) est un acteur russe. Il est surtout connu pour son interprétation remarquée dans le film Deux jours, une nuit réalisé par les frères belges Jean-Pierre et Luc Dardenne. Cette interprétation lui vaut une nomination au prix du meilleur acteur dans un second rôle lors de la 12e édition de la Société internationale des cinéphiles.

## Biographie
Il est né en République socialiste soviétique autonome du Daghestan, où il a dansé avec un ensemble folklorique et joué dans des pièces de théâtre à l'école. Il est diplômé de la prestigieuse Académie russe des arts du théâtre de Moscou.

## Filmographie

### Acteur de cinéma
- 2014 : Deux jours, une nuit de Luc et Jean-Pierre Dardenne : Timour
- 2015 : Problemski Hotel de Manu Riche : Zef
- 2016 : La Fille inconnue de Luc et Jean-Pierre Dardenne : l'ami de l'homme blessé à la jambre
- 2019 : Le Jeune Ahmed de Luc et Jean-Pierre Dardenne : Isa
- 2023 : Black Box d'Aslı Özge : Ismail Sultanov[4]
- 2025 : L'Intérêt d'Adam de Laura Wandel : Andreï